# عدوى بطفيليات بق الفراش
يستطيع بق الفراش (فرادى أو جماعات) أن تتسبب في عدد من الآثار الصحية كالطفح الجلدي، والآثار النفسية، وبعض أعراض الحساسية. قد تؤدي عضّات بق الفراش (البُقاق) إلى تجليات جلدية متفواتة تمتد من تأثيرات غير ملحوظة إلى تقرحات بارزة. يتم التشخيص بإيجاد بق الفراش ووجود أعراضها؛ أما العلاج فيتضمّن إزالة الحشرة، وإلا فيقتصر على معالجة الأعراض.
بسبب ازدياد احتشار بق الفراش لمساكن البشر في الدول المتطورة، ازدادت معها عضّات بق الفراش والحالات المتعلقة بها منذ التسعينات والثمانينات. لا تزال أسباب هذه العودة مُبهمة، لكنها تُعزا لأسباب مختلفة منها ازدياد السفر للخارج، وتبادل الأثاث المستعمل، والتركيز على إبادة أنواع أخرى من الحشرات وإهمال التدابير المضادة بق الفراش، وازدياد مقاومتها للمبيدات. من معروف منذ آلاف السنوات أن بق الفراش من الكائنات المتطفلة على الإنسان.

## العلامات والأعراض

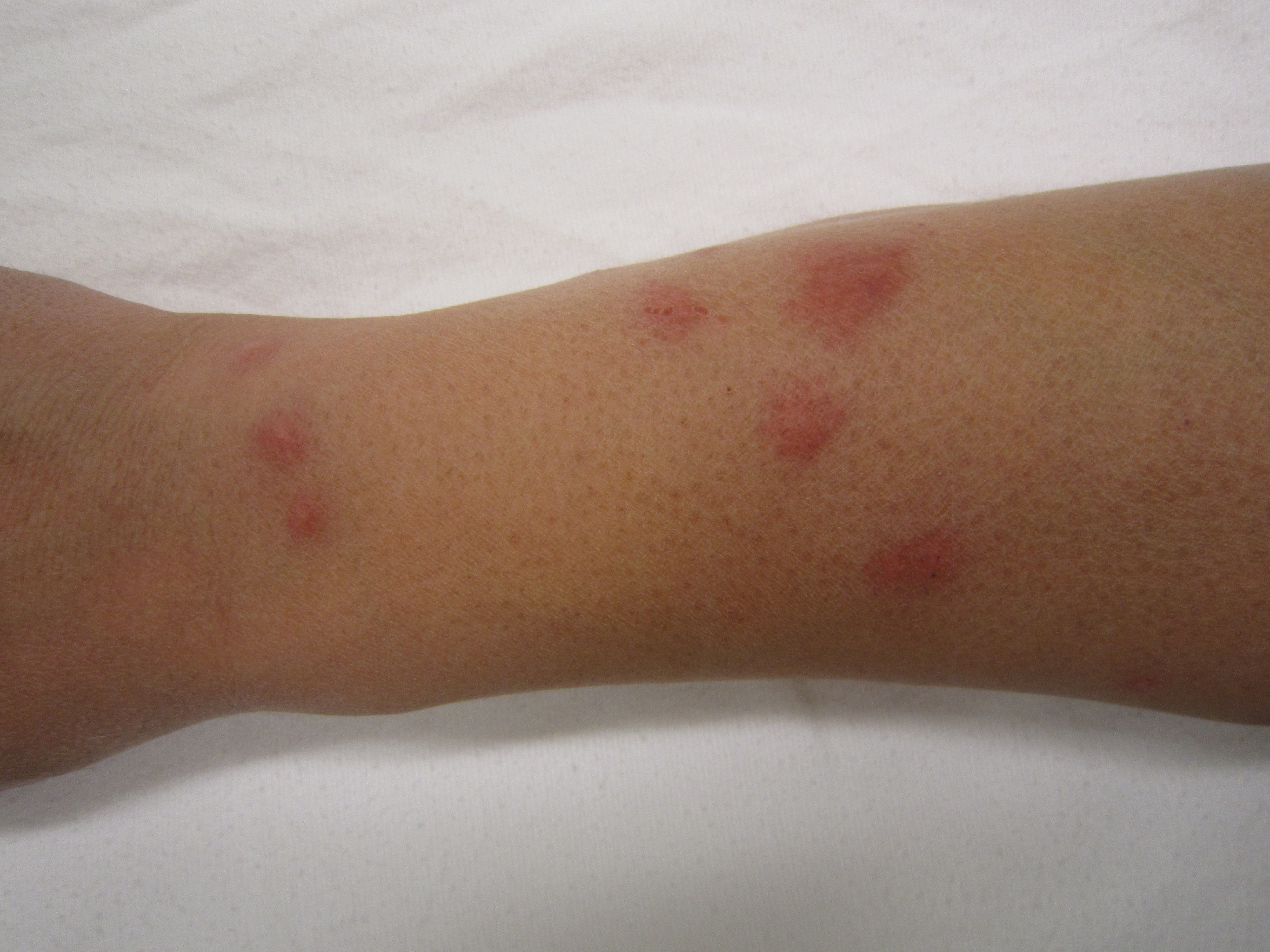
عضات بقّ الفراش

عضات بقّ الفراش

### الجلد
تتراوح الاستجابة للدغات من شخص إلى آخر فقد يكون تأثيرها للبعض غير واضح (تتراوح نسبة هؤلاء بين 20٪ إلى 70٪)، وقد تكون بقع صغيرة، وقد تكون انتفاخات أو فقاعات مؤقتة تصاحبها حكة شديدة قد تدوم عدة أيام. قد تكون اللدغات أحيانا على شكل خط. أما البقعة المركزية النازفة قد تحدث بسبب احتواء لعاب بقّ الفراش مواد مضادة للتخثر.
قد لا تظهر الأعراض إلا بعد أيام من اللدغة. قد تصبح الاستجابة أشد بعد عدة لدغات بسبب تشكّل مناعة الجسم ضدّ البروتينات التي هي في لعاب بقّ الفراش. تحدث تفاعلات البشرة غالبا في منطقة اللدغة التي غالبا ما تكون الذراع والأكتاف والأرجل لأنها تكون مكشوفة أثناء النوم. و اللدغات الكثيرة قد تؤدي إلى حدوث حكة حماموية أو شرى.

### نفسي
قد يسبب الاحتشار الكبير والهجمات المزمنة القلق، والإجهاد، والأرق. كما أنها قد تؤدي إلى الوهم الطفيلي وفيه يصبح عند الشخص هوس ببق الفراش.

### أخرى
قد تظهر عدد من الأعراض الأخرى إما من بق الفراش أو من التعرض لها. نادرا ما سُجّل الإعوار، وكان نتيجة لحقن بروتينات غير محدّدة، ونظرا لأن كل عضة تستهلك كمية صغيرة من الدم فقد يؤدي الاحتشار المزمن أو الشديد إلى فقر الدم، وقد تحدث عدوى جلدية جرثومية على الجلد المتشقق من الخدش، وقد قد يحدث تسمم مجموعي إذا كانت اللدغات كثيرة. التعرض لبق الفراش قد يؤدي أيضا إلى نوبة ربو بسبب المواد المحمولة جوًا التي تسبّب الحساسية، إلا الأدلة على هذا الارتباط محدودة. ليس هناك دليل على أن بق الفراش ينقل الأمراض المعدية على الرغم من أنها تبدو قادرة على حمل مسببات الأمراض، وقد تم تحقيق هذا الاحتمال. اللدغة ذاتها قد تكون مؤلمة مما يؤدي إلى قلة النوم وسوء الأداء في العمل.   

## المسبب
يعود سبب لدغات بق الفراش في المقام الأول إلى صنفين من الحشرات بق الفراش والبق الأنصف. نادرا ما يكون الاحتشار بسبب عدم النظافة. هذه الحشرات تتغذى حصريا على الدم ويمكنها العيش سنة كاملة بدون غذاء. كما أن بق الفراش ينجذب إلى حرارة الجسد وثاني أوكسيد الكربون وعادة ما يكون الانتقال إلى أماكن جديدة عبر الأمتعة الشخصية.
قد تصاب الأماكن ببق الفراش بطرق متنوعة منها:
- انتقال البقّ وبيضها بغير قصد من مسكن مصاب بالبقاق إلى ثياب أو أمتعة شخص زائر.
- الأغراض المصابة ببق الفراش (كالأثاث، أو الملابس، أو الحقائب).
- المساكن المجاورة والأغراض المصابة إذا توفرت طرق للانتقال، كالأنابيب والأسقف.
- الحيوانات البرية كالخفافيش والطيور[11][12] التي قد تؤوي أيضا بق الفراش أو بعض الحشرات المشابهة كبق الخفافيش.
- زوار مناطق انتشار بق الفراش كأماكن السكن، ووسائل النقل، وأماكن الترفية ينقلونها إلى مناطق أخرى عبر ثيابهم، وحقائبهم. كما أن بق الفراش يتواجد بكثرة عند السفر الجوي.[13]
- على الرغم من أن بق الفراش يتغذى على الحيوانات الألفية، إلا أنه لا يعيش أو ينتقل على جلدها، ولا يعتقد أن الحيوانات الأليفة عاملا في انتشارها.[14]

## التشخيص
يتطلب التشخيص المؤكد للآثار الصحية الناجمة عن بق الفراش العثور على الحشرة في بيئة النوم لأن الأعراض بذاتها ليست نوعية بما فيه الكفاية. قد يتم الخلط بين بقّ الفراش والجرب والحساسية، ولدغات البعوض، ولدغات العنكبوت، والجدري والالتهابات الجلدية الجرثومية. تكون لدغات بقّ الفراش في العادة على شكل خط يسمى "إفطار وغداء وعشاء"، ونادرًا ما تتغذى على الإبط أو خلف الركبة مما قد يساعد على تمييزها عن بقية الحشرات القارصة. إذا كان عددها في المنزل كبيرا، تُشمّ رائحة حلوة قويّة.

## العلاج
يتطلب العلاج إبقاء الشخص بعيدا عن التعرض للدغ بشكل متكرر والاستخدام الممكن لمعالجة هذه الأعراض يكون باستخدام مضادات الهستامين والكورتيكوستيرويد سواء كانت موضعية على الجلد أو كانت مجموعيّة. بكل الأحوال لا توجد براهين تثبت بأن استخدام الأدوية يحسّن النتيجة، وعادة ما تضمحل الأعراض دون معالجة خلال أسبوع إلى أسبوعين.
قد يصعب تجنب اللدغ المستمر غالبا ما يكون صعب لأن ذلك يتطلب استئصال بق الفراش من المنزل أو مكان العمل. استئصال بق الفراش. المبيدات الحشرية التي وجد عبر التاريخ أن لها تأثيرا على بق الفراش هي البايرثرويدات والدايكلرفس والمالثون.
ازدادت مقاومة المبيدات الحشرية بشدة مع مرور الوقت، وثمة مخاوف وظنون حول أضرار تلك المبيدات الحشرية وآثارها السلبية على الصحة.
يوصى أيضا بطرق ميكانيكية منها كنس الحشرات والمعالجة الحرارية بالشمس وتغليف الأغطية والمفارش.

## الانتشار
تتواجد بق الفراش في جميع أنحاء العالم، وبينما كانت تتناقص معدلات الاحتشار في الدول المتقدمة من ثلاثينيات القرن الماضي وحتى الثمانينيات، صارت تتزايد بشكل كبير منذ الثمانينيات. قبل ذلك كانت بق الفراش شائعة في العالم النامي ونادرة في العالم المتقدم. قد تكون أسباب التزايد متمثلة في زيادة الرحلات الدولية، ومقاومة المبيدات الحشرية، وعدم تأثير وسائل مكافحة الحشرات المستخدمة اليوم على بق الفراش. يُعتقد أن انخفاض معدلات حشرات الفراش بعد الثلاثينيات (1930) يعود بشكل جزئي إلى استخدام مركب دي دي تي لقتل الصراصير. قد يكون اختراع المكنسة الكهربائية والبساطة في تصميم الأثاث لعب دورًا أيضًا. يعتقد آخرون أنه قد يكون ببساطة بسبب الطبيعة الدورية لهذا الكائن.

## التاريخ
من المعروف أن حشرة بق الفراش متطفلة على الإنسان منذ آلاف السنين وقد اختلفت طرق التعامل معها.
من النباتات التقليدية التي استخدمت طاردة لبق الفراش مثل الكوشو الأسود (نبات في أمريكا الشمالية), وزهرة الفاصوليا الورية المخملية (بصدرثرية هوكر) و لاجيرا الاتا (عشبة طبية صينية تقليدية) إلا أنه لا توجد دراسات عن فعاليتها. وجد باحثون زائيريون أن زيت ساليقنا الكافور يقتل حشرة البق خاصة وباقي الحشرات.
في القرن الثامن عشر ميلادي كان زيت التربتين يستخدم مع زهور الحناء والكحول كمبيد للحشرات وكان بدوره يقتل البق وبيضها أيضا.
في منتصف القرن 19 أوصي بالدخان المنبعث من حرائق الخث.
يشهد على استخدام الفلفل الأسود لصد بق الفراش كتاب جورج أورويل مشردا في باريس ولندن.

## المجتمع والثقافة
يصعب تقفّي زيادة الاحتشار وذلك لأن مشكلة بق الفراش ليست مشكلة تسهل معرفتها. معظم التقارير يتم جمعها من قبل منظمات مكافحة الحشرات والحكومات المحلية والفنادق. ومن أجل ذلك تبدو المشكلة أكثر حدة مما يُظن.
باتت بق الفراش سببًا متصاعدًا للملاحقة القانونية، وقد تصدر المحاكم في بعض الحالات أحاكمًا تأديبية قاسية على الفنادق بسبب الضرر. الكثير من ملاك المنازل في شمال شرق منهاتن متضررين ولكنهم يميلون للسكوت بهدف ألا يخسروا قيمة ممتلكاتهم العقارية وكي لا يرتبط ذكرهم بالطبقات الدنيا.